# Martin Baron
Martin Baron (Tampa, 24 ottobre 1954) è un giornalista statunitense.
Baron è stato il direttore del Washington Post dal 31 dicembre 2012 fino al suo pensionamento il 28 febbraio 2021. In precedenza è stato redattore del Boston Globe dal 2001 al 2012; durante quel periodo, la copertura del Boston Globe sullo scandalo degli abusi sessuali dell'arcidiocesi di Boston ha vinto un premio Pulitzer.

## Biografia
Baron nacque in una famiglia ebrea a Tampa, in Florida. Baron ha frequentato la Lehigh University di Bethlehem, in Pennsylvania, dove ha conseguito un Bachelor of Arts in giornalismo e un MBA con lode in quattro anni. Baron parla correntemente spagnolo.

## Carriera
Nel 1976, dopo la laurea, Baron iniziò a lavorare per il Miami Herald. Nel 1979 si trasferì al Los Angeles Times. Nel 1996 è entrato a far parte del New York Times. Nel 2000, Baron è ritornato al Miami Herald come redattore esecutivo, dove ha guidato la copertura di diverse storie chiave, tra cui il ritorno di Elián González a Cuba e le elezioni del 2000. Nel luglio 2001, Baron è succeduto a Matthew V. Storin come direttore esecutivo del Boston Globe. Nel 2012, Baron è stato inserito nell'American Academy of Arts and Sciences. Nel gennaio 2013, Baron è succeduto a Marcus Brauchli come direttore esecutivo del Washington Post.
Per il suo lavoro nel giornalismo, Baron è stato insignito del Premio Hitchens 2016. Nel 2017 ha ricevuto l'Al Neuharth Award for Excellence in Media.

## Opere
- (EN) Collision of Power: Trump, Bezos, and The Washington Post., New York, Flatiron Books, 3 October 2023, ISBN 9781250844200, OCLC 1380465038.